# جميلة الثمر الأمريكية

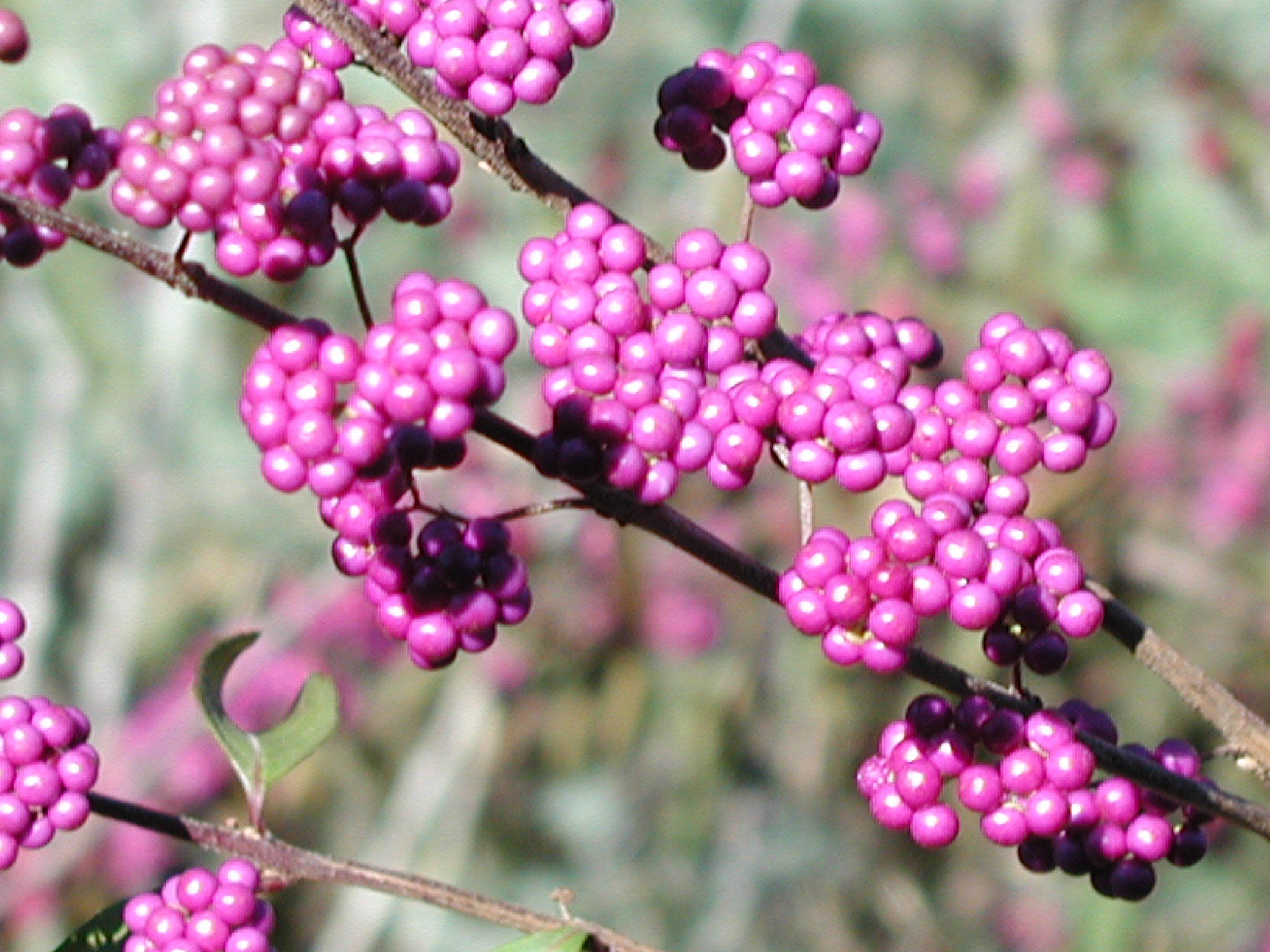

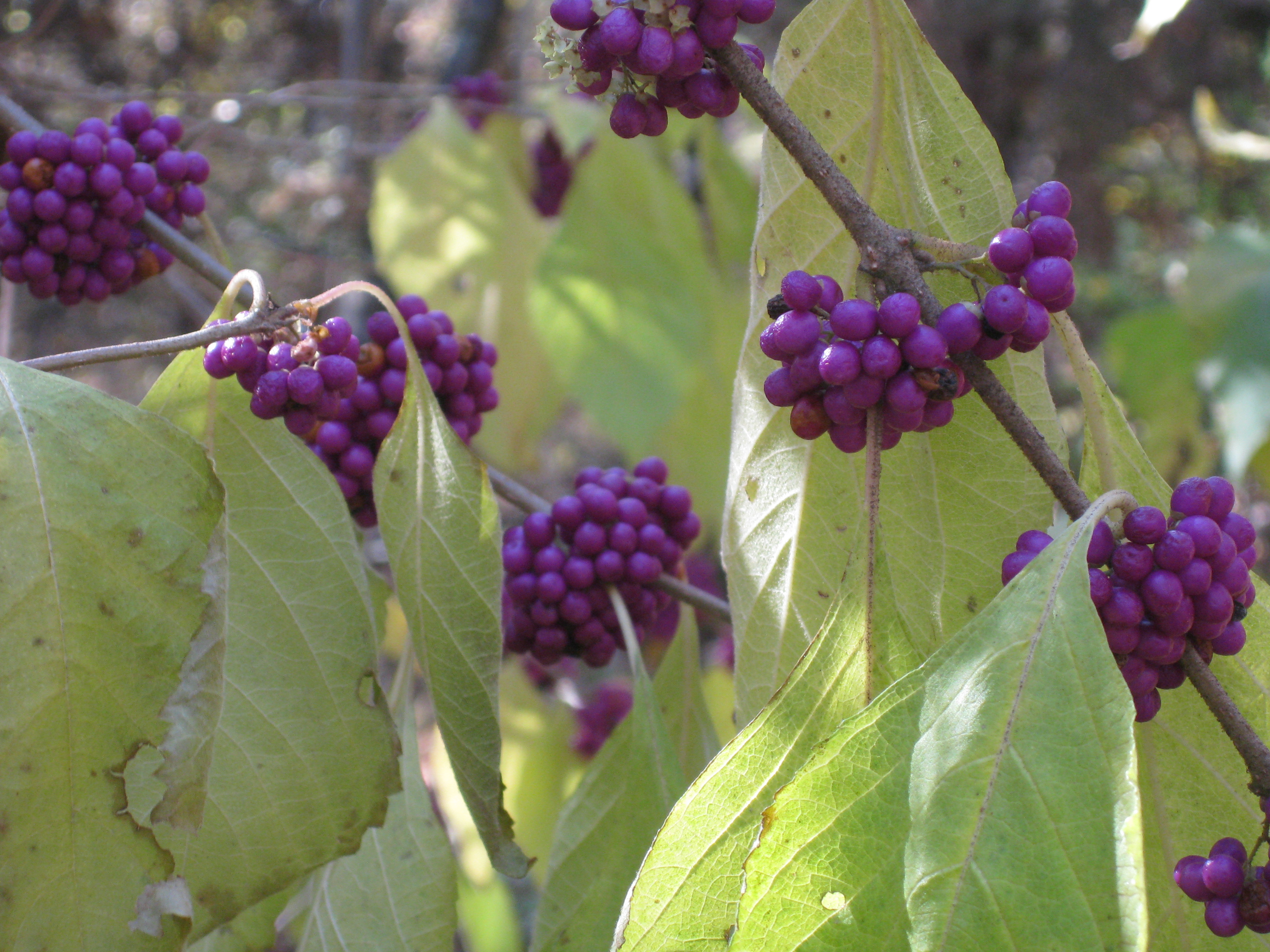

جميلة الثمر الأمريكية (الاسم العلمي:Callicarpa americana) هي نوع من النباتات يتبع جنس جميلة الثمر من الفصيلة الشفوية.